# Josef Malý
Pour les articles homonymes, voir Malý.
Josef Malý (né le 25 mars 1894 à Prague – mort le 23 mars 1943 à Berlin) est un gymnaste tchécoslovaque.
Il représente son pays aux Jeux olympiques de 1920.